# المدوداه
ال-مدوداه یک منطقهٔ مسکونی در یمن است که در استان حضرموت واقع شده‌است.